# Mark 67 SLMM
Mark 67 SLMM är en amerikansk självgående sjömina som ger ubåtar möjlighet att i hemlighet placera bottenminor i trånga, grunda eller välbevakade vatten som de annars inte kan nå.
Mark 67 består av två huvuddelar. Dels den bakre delen (Mine Main Assembly Mark 4) innefattar bakdelen av torpeden Mark 37 med batteri och elmotor samt navigationssystemet, dels den främre delen (Explosive Section Assembly Mark 13) som förutom 150 kg sprängmedel även innehåller magnetiska och akustiska sensorer, mintändare och säkring.